# Єрмолаєвське сільське поселення (Кіясовський район)
Єрмола́євське сільське поселення — муніципальне утворення в складі Кіясовського району Удмуртії, Росія. Адміністративний центр — село Єрмолаєво.
Населення становить 1016 осіб (2019, 1366 у 2010, 1744 у 2002).

## Історія
Єрмолаєвська сільська рада та Старосальїнська сільська рада були утворені 1924 року шляхом перетворення волостей в складі новоствореного Кіясовського району Сарапульського округу Уральської області. 1 січня 1932 року постановою президії ВЦВК сільради були передані разом з районом до складу Сарапульського району Уральської області. В лютому 1934 року сільради разом з районом увійшли до складу Свердловської області, але із 7 грудня увійшли до складу Кіровського краю. З 23 січня 1935 року Кіясовський район був відновлений, з грудня 1936 року він став частиною Кіровської області, до складу цього району були повернуті і сільради.
Постановою ВЦВК від 22 жовтня 1937 року сільради разом з районом увійшли до складу новоствореної Удмуртської АРСР. Згідно з указом президії ВР РРФСР від 16 червня 1954 року до Єрмолаєвської сільради була приєднана Старосальїнська сільрада. Постановою президії ВР Удмуртської АРСР від 8 грудня 1962 року та указами президії ВР РРФСР від 1 лютого 1963 року і президії ВР Удмуртської АРСР від 5 березня Кіясовський район був ліквідований, сільрада передана до складу Іжевського району. Постановою президії ВР Удмуртської АРСР від 11 січня 1965 року та указами президії ВР РРФСР від 12 січня і президії ВР Удмуртської АРСР від 16 січня сільрада відійшла до складу Малопургинського району. Згідно з указами президії ВР РРФСР від 3 листопада 1965 року та президії ВР Удмуртської АРСР від 16 листопада Кіясовський район був відновлений, до його складу повернули і сільраду. 2006 року, у зв'язку з адміністративною реформою, сільрада була перетворена в сільське поселення.
Голови сільського поселення:
- до 2008 — Марія Федорівна Корнєва
- з 2008 — Охотніков Федір Іванович

## Склад
До складу поселення входять такі населені пункти:
| Населений пункт            | Населення, осіб (2002) | Населення, осіб (2010) |
| -------------------------- | ---------------------- | ---------------------- |
| Верхня Мала Салья, починок | 185                    | 141                    |
| Єрмолаєво, село            | 374                    | 301                    |
| Кади-Салья, присілок       | 212                    | 167                    |
| Кумирса, присілок          | 99                     | 60                     |
| Нижня Мала Салья, починок  | 243                    | 168                    |
| Стара Салья, присілок      | 631                    | 529                    |

## Господарство
В поселенні діють 2 середні (Єрмолаєво, Стара Салья) та 3 початкові школи (Кумирса, Кади-Салья, Верхня Мала Салья), 2 садочки (Єрмолаєво, Стара Салья), лікарня, 5 фельдшерсько-акушерських пунктів, 2 клуби та 2 бібліотеки.